# Hợp chất cơ phospho
Các hợp chất cơ phospho là những hợp chất hữu cơ có chứa liên kết cacbon-phospho (ngoại trừ các este phosphat và phosphit).
Trong các lĩnh vực hoá học môi trường và hoá học công nghiệp, định nghĩa về các hợp chất cơ phospho bao gồm cả các hợp chất của phospho trong đó chỉ cần có một nhóm thế hữu cơ mà không cần phải có một liên kết trực tiếp giữa phospho và cacbon.
Phospho có thể có nhiều trạng thái oxi hoá khác nhau, và người ta thường phân loại các hợp chất cơ phospho thành các dẫn xuất của phospho (V) và phospho (III). Trong một hệ thống danh pháp có tính chất mô tả nhưng không thường xuyên được sử dụng, các hợp chất của phospho được xác định bởi số phối trí δ và hoá trị λ của chúng. Trong hệ danh pháp này một phosphin là một hợp chất δ3λ3.

## Các hợp chất cơ phospho(V)

### Các este phosphat
Các este phosphat có cấu trúc tổng quát là P(=O)(OR)3. Trong công nghệ các hợp chất này được sử dụng làm các tác nhân chống cháy hay chất dẻo hoá. Các hợp chất này không phải là hợp chất cơ phospho vì chúng không có một liên kết P−C, mà là các este của axit phosphoric. Nhiều dẫn xuất của chúng được tìm thấy trong tự nhiên, thí dụ như phosphatidylcholin. Các este phosphat được tổng hợp bằng phản ứng của phospho oxyclorua với alcohol.

### Các axit phosphonic cùng với các este của chúng
Các axit phosphonic và este phosphonat của chúng là các hợp chất chứa nhóm C-PO(OH)2 và C-PO(OR)2 (trong đó R = alkyl, aryl).
Axit 2-aminoethylphosphonic là phosphonat tồn tại trong thiên nhiên đầu tiên được tìm thấy trong các màng của thực vật và nhiều loại động vật vào năm 1959.
Các phosphonat có thể được tổng hợp bằng phản ứng của một trialkyl phosphit với một alkyl halide (phản ứng Michaelis–Arbuzov).
Các α-aminophosphonat, dạng tương tự của các α-amino acid, có thể điều chế được bằng phản ứng ngưng tụ của một hợp chất cacbonyl, amin và dialkyl phosphit (phản ứng Kabachnik-Fields) dưới tác dụng của xúc tác axit Lewis.

Đây là một phản ứng ba cấu tử, đầu tiên amin phản ứng cộng nucleophin vào nhóm cacbonyl sau đó tách nước tạo ra imin, tiếp theo là phản ứng cộng nucleophin của liên kết P-H trong dialkyl phosphit vào liên kết đôi C=N của imin.